# (2359) Debehogne
Pour les articles homonymes, voir Debehogne.
(2359) Debehogne est un astéroïde de la ceinture principale découvert le 5 octobre 1931 à Heidelberg par l'astronome allemand Karl Wilhelm Reinmuth. Sa désignation provisoire était 1931 TV.
Il porte le nom de l'astronome belge Henri Debehogne.
Sa distance minimale d'intersection de l'orbite terrestre est de 1,129199 ua.